# Aletis vicina
Aletis vicina är en fjärilsart som beskrevs av M.Gaede 1917. Aletis vicina ingår i släktet Aletis och familjen mätare. Inga underarter finns listade i Catalogue of Life.